# Plan de Pensiones del Profesorado de Ontario
El Plan de Pensiones del Profesorado de Ontario ( en inglés: Ontario Teacher's Pension Plan Board; en francés: Régime de retraite des enseignantes et des enseignants de l'Ontario )  es una organización independiente responsable de administrar los planes de pensiones del profesorado de la provincia canadiense de Ontario. Ontario Teachers' es uno de los inversores institucionales más grandes del mundo, actuando como organización asociada del Foro Económico Mundial.  El proyecto está destinado a múltiples empleadores y está patrocinado conjuntamente por el Gobierno de Ontario y la Federación del Profesorado de Ontario. Ontario Teachers' logró un rendimiento neto del 11,1 % en 2021 y logró su noveno año consecutivo de financiación total. 

## Historia
Ontario Teachers' fue creado el 1 de enero de 1990.  Hasta entonces, las pensiones de los docentes de Ontario habían sido patrocinadas únicamente por el gobierno de Ontario. Los activos del plan se habían invertido únicamente en bonos del Estado. Más adelante, el fondo pasó a invertir en renta fija, mercados de capital público y privado, bienes raíces, infraestructuras, recursos naturales, crédito y capital riesgo a través de Teachers' Venture Growth (TVG). 

## Organización
En 2020, el plan administraba las pensiones de unos 330.000 profesores, directores y administradores escolares, y paga pensiones a unos 148.000 jubilados.  En 2020, se pagaron a los miembros 6.740 millones de dólares en beneficios. Ontario Teachers' tiene su sede en Toronto y oficinas regionales en Londres, Nueva York, Hong Kong, Singapur y Mumbai . A partir del 1 de enero de 2020, Jo Taylor sucedió a Ron Mock como presidente y director ejecutivo.  El presidente de Ontario Teachers' es Steve McGirr. 